# Hôtel de Chalons-Luxembourg

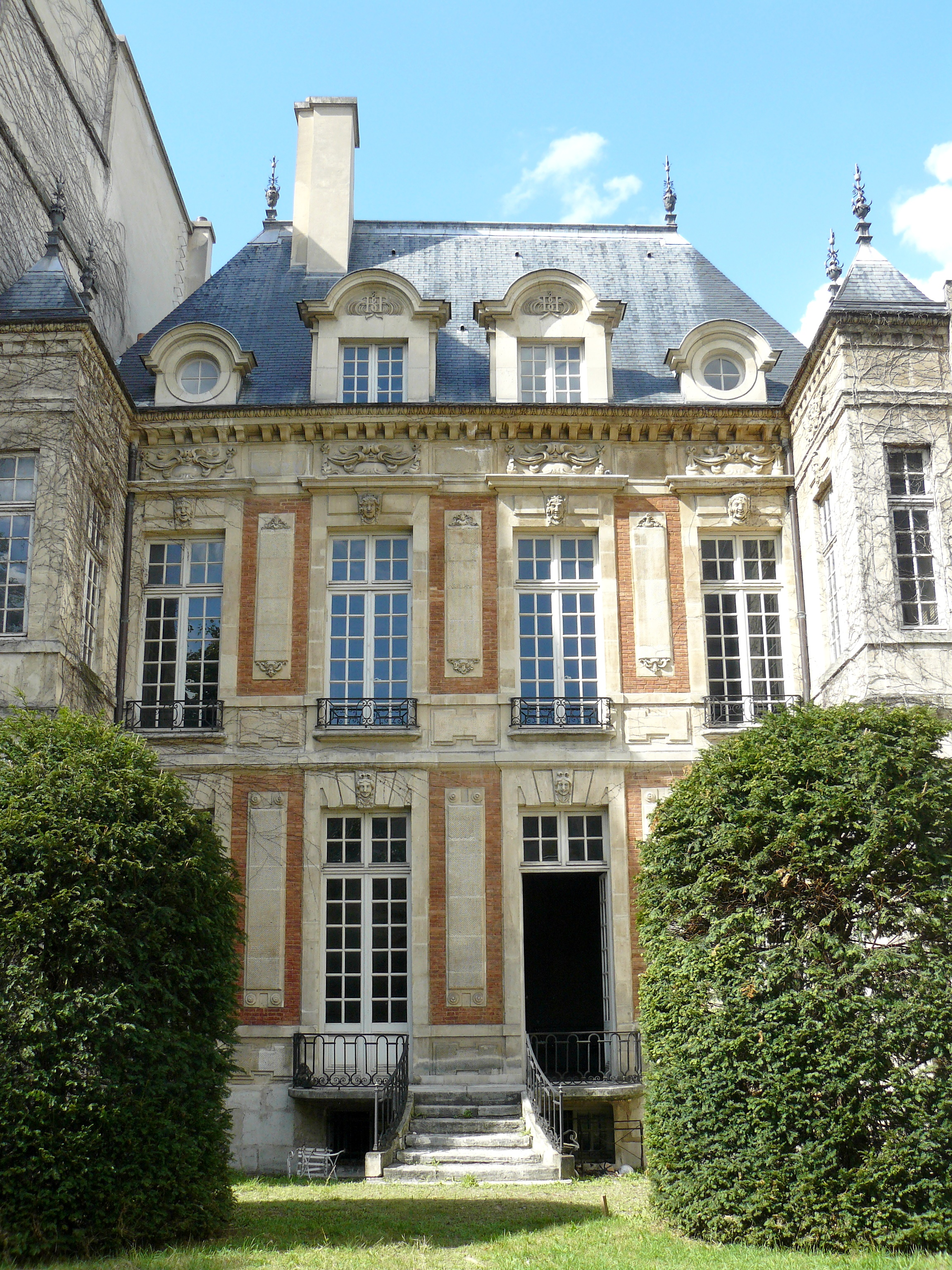
Hôtel de Chalons-Luxembourg, Fassade zum Garten

Das Hôtel de Chalons-Luxembourg ist ein Hôtel particulier im 4. Arrondissement von Paris. Das im 17. Jahrhundert erbaute Gebäude befindet sich an der Rue Geoffroy-l’Asnier Nr. 26. Das Hôtel de Chalons-Luxembourg ist seit 1977 als Baudenkmal (Monument historique) geschützt.

## Geschichte
Das Hôtel de Chalons-Luxembourg wurde ab 1625 für Guillaume Perrochel errichtet, der Maître d’hôtel des Königs war. Die Pläne für das Hôtel particulier werden dem Architekten Jean Thiriot zugeschrieben. Das Gebäude ist nach zwei Bewohnern benannt: den Chalons, einer Kaufmannsfamilie aus Rouen, und nach Marie Amelot Béon de Luxembourg, die 1659 das Hôtel particulier der Witwe Perrochel abkaufte. Die neue Besitzerin ließ zur Gartenseite zwei kleine seitliche Anbauten hinzufügen.
Im Jahr 1915 wohnte der italienische Dichter Gabriele D’Annunzio im Erdgeschoss des Hauses. Das Haus, das von seinen Vorbesitzern gänzlich seiner Innenausstattung beraubt wurde, kam in den Besitz des Architekten Jean Walter, der es 1948 der Stadt Paris schenkte. 1990 wurden die Fassaden der beiden herrschaftlichen Wohnhäuser renoviert, jedoch stehen zur Zeit (Herbst 2010) die Gebäude leer und sind dem Verfall preisgegeben.

## Architektur
Das Gebäude nimmt die ganze Breite des schmalen Grundstücks ein. Hinter dem Corps de Logis schließt sich der Garten an. Das Haus aus Backstein und weißem Kalkstein besitzt zwei Etagen und einen Dachausbau. Die Walmdächer sind mit Schiefer im Stil der Zeit Ludwig XIII. gedeckt.

## Portal
Das Portal zur Straße wurde 1659 zusammen mit dem Nebengebäude für die Dienerschaft errichtet. Dadurch entstand ein erster Innenhof.

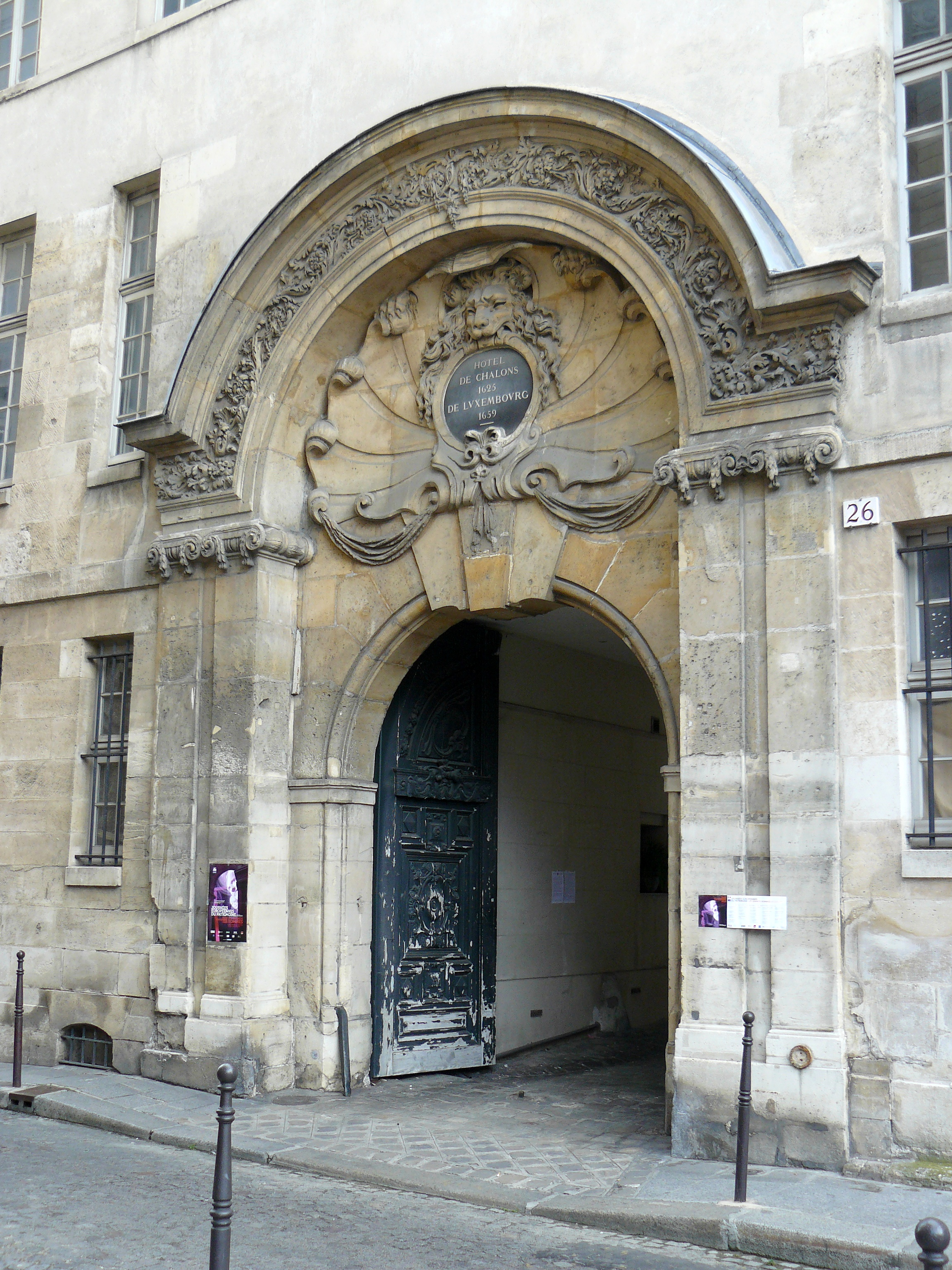
Portal
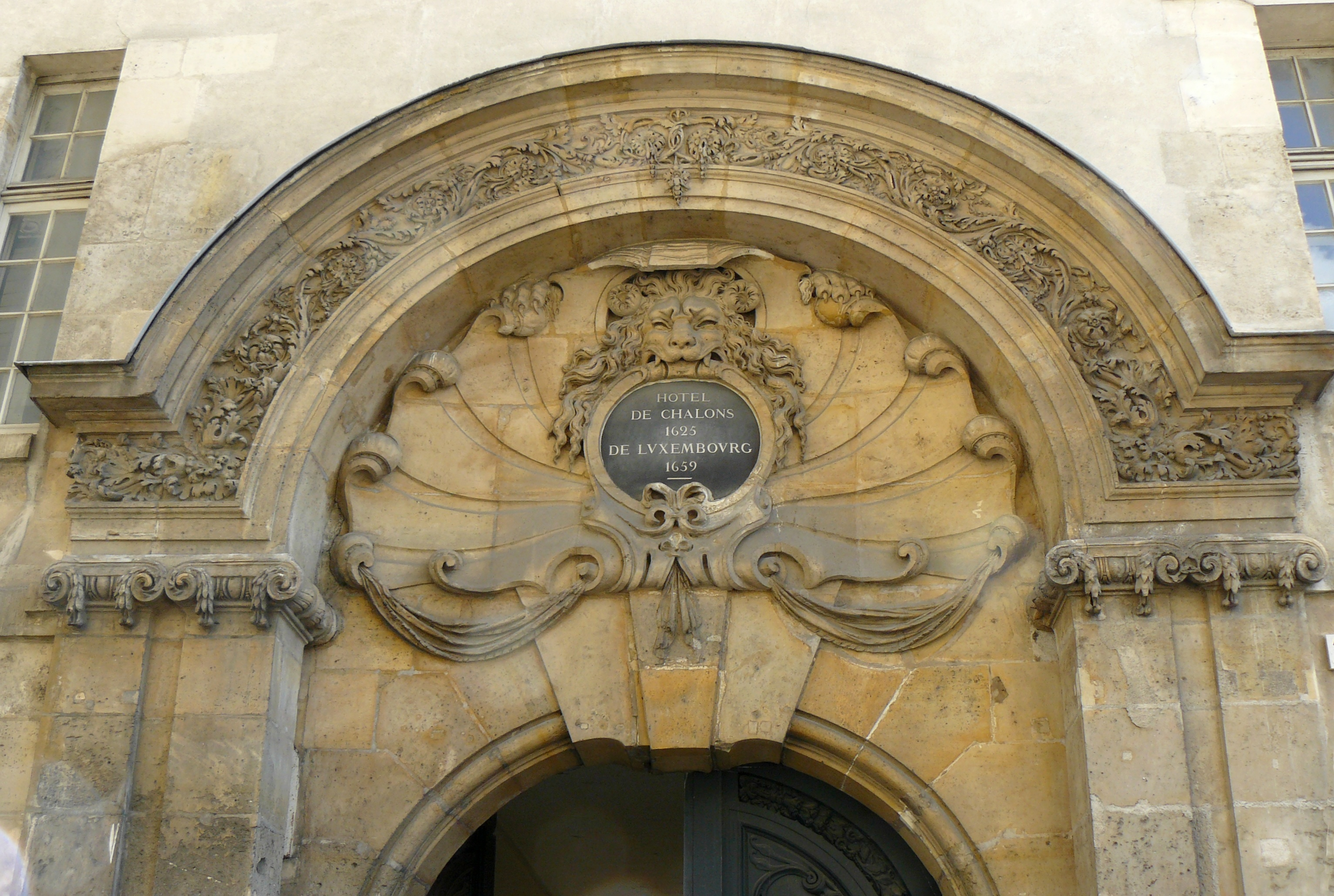
Kartusche mit Löwenkopf
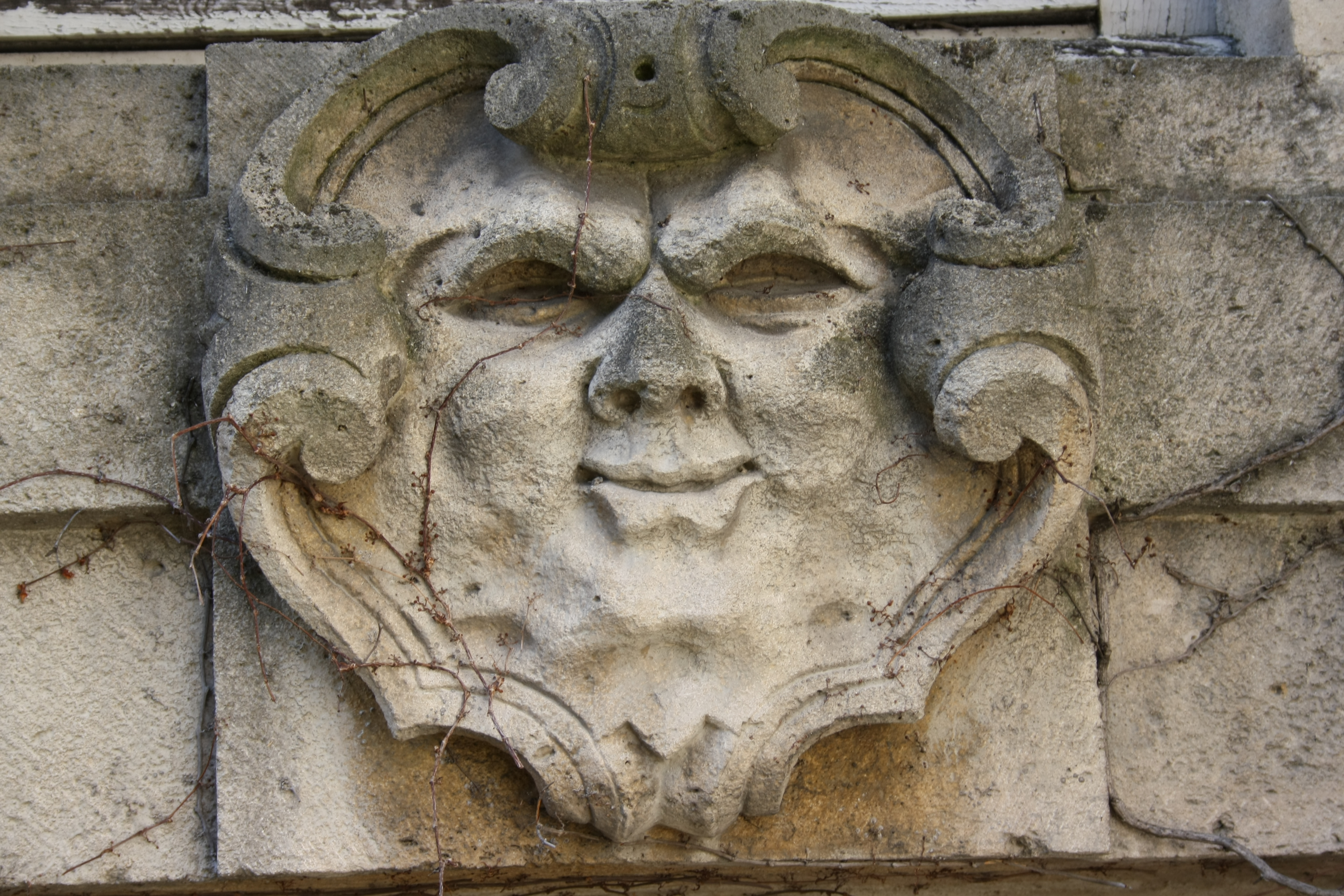
Maskaron
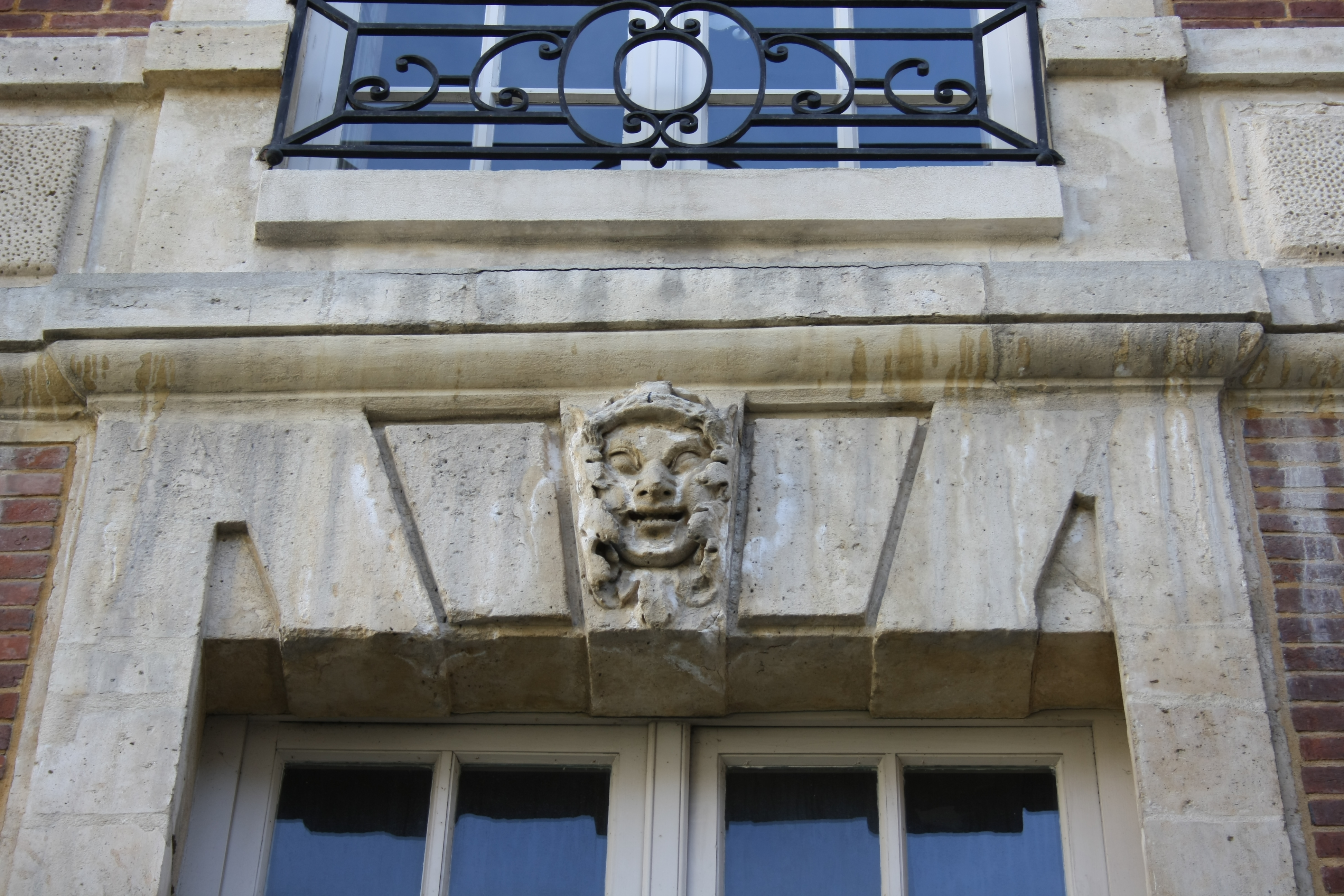
Maskaron